# Odya Kalinda Mitumbala
Odya kalinda  né en 1969 dans la province de Nord-Kivu, est une femme politique, avocate, de la république démocratique du Congo et vice-ministre de la Justice dans le Gouvernement Gizenga I et II depuis 5 février 2007.